# Agano-gawa
Pour les articles homonymes, voir Agano (homonymie).
Le fleuve Agano (阿賀野川, Agano-gawa) est un cours d'eau du Japon long de 210 km qui traverse les préfectures de Fukushima et Niigata.

## Géographie
La source du fleuve Agano se trouve dans la préfecture de Fukushima, sur le versant nord du mont Arakai. Son embouchure vers la mer du Japon se trouve à Niigata dans la préfecture de Niigata. Son cours, d'abord orienté sud-nord, rencontre, à Kitakata, la rivière Nippashi (ja), provenant du lac Inawashiro, puis, dans le bassin d'Aizu, au point de confluence avec la rivière Tadami, il s'infléchit nord-ouest. Long de 210 km, le fleuve Agano dispose d'un bassin versant de 7 710 km2 étendu sur les deux préfectures de Fukushima et Niigata.

## Pollution
Dans les années 1964 et 1965, le fleuve Agano fut pollué au niveau du village de Kanose (préfecture de Niigata) par les rejets d'une usine chimique de l'entreprise japonaise Shōwa Denkō. Au moins 690 personnes furent reconnues victimes d'une intoxication sévère due au méthylmercure rejeté dans les eaux du fleuve par l'usine.